# فرزندان ۳
فرزندان ۳ (به انگلیسی: Descendants 3) (با ترجمه درستِ نوادگان ۳) یک فیلم موزیکال، تله‌فیلم به کارگردانی کنی اورتگا محصول ایالات متحده آمریکا است. این فیلم دنبالهٔ فیلم فرزندان ۲ می‌باشد.
فیلم فرزندان یکی از فیلم‌های اریجینال دیزنی است که در این سال‌ها محبوبیت زیادی را کسب کرده، کارگردان این فیلم کنی اورتگا، پیش از این کارگردانی سه‌گانه فیلم دبیرستان موزیکال را بر عهده داشته و به گفته خودش بعد از خواندن نمایشنامه این فیلم آنقدر تحت تأثیر قرار گرفته که خواسته ۳ گانه این فیلم را نیز بسازد.

## بازیگران
- داو کامرون: مل، دختر ملیفیسنت و هیدس
- میچل هوپ: شاه بن، پسر دیو و دلبر
- کامرون بویس :کارلوس، پسر کروئلا دویل
- سوفیا کارسون: ایوی، دختر ملکه بدجنس
- بوبو استوارت: جی، پسر جعفر
- چین آن مک‌کلین: اوما، دختر اورسلا
- توماس دورتی: هری هوک، پسر کاپیتان هوک
- شاین جکسون :هیدیس
- جدادیا گوداکر: چد، پسر سیندرلا
- سارا جفری: آدری، دختر زیبای خفته

## خلاصه
در فیلم فرزندان ۳، دختران و پسران نوجوان بدنام‌ترین شرورهای دیزنی شامل مل با بازی داو کامرون (Dove Cameron)، ایوی با بازی سوفیا کارسون (Sofia Carson)، کارلوس با بازی کامرون بویس (Cameron Boyce) و جی با بازی بوبو استوارت (Booboo Stewart) به جزیرهٔ گمشده برمی‌گردند تا بچه‌های شرور جدیدی را برای حضور در آرادون استخدام کنند.
وقتی شکافی در حصار آرادون امنیت این قلمرو را حین ترک کردن جزیره توسط آن‌ها به خطر می‌اندازد، مل تصمیم می‌گیرد برای همیشه این حصار را ببندد، چون می‌ترسد اوما با بازی چین ان مک‌کلین (Anne McClain) و هیدیس با بازی شاین جکسون (Cheyenne Jackson) بخواهند از این قلمرو انتقام بگیرند. با وجود تلاش او، نیروی تاریکی مردم آرادون را تهدید می‌کند، و حالا مل و دوستانش باید در بزرگترین نبرد زندگی خود پیروز شوند.